# Francesco Biggi

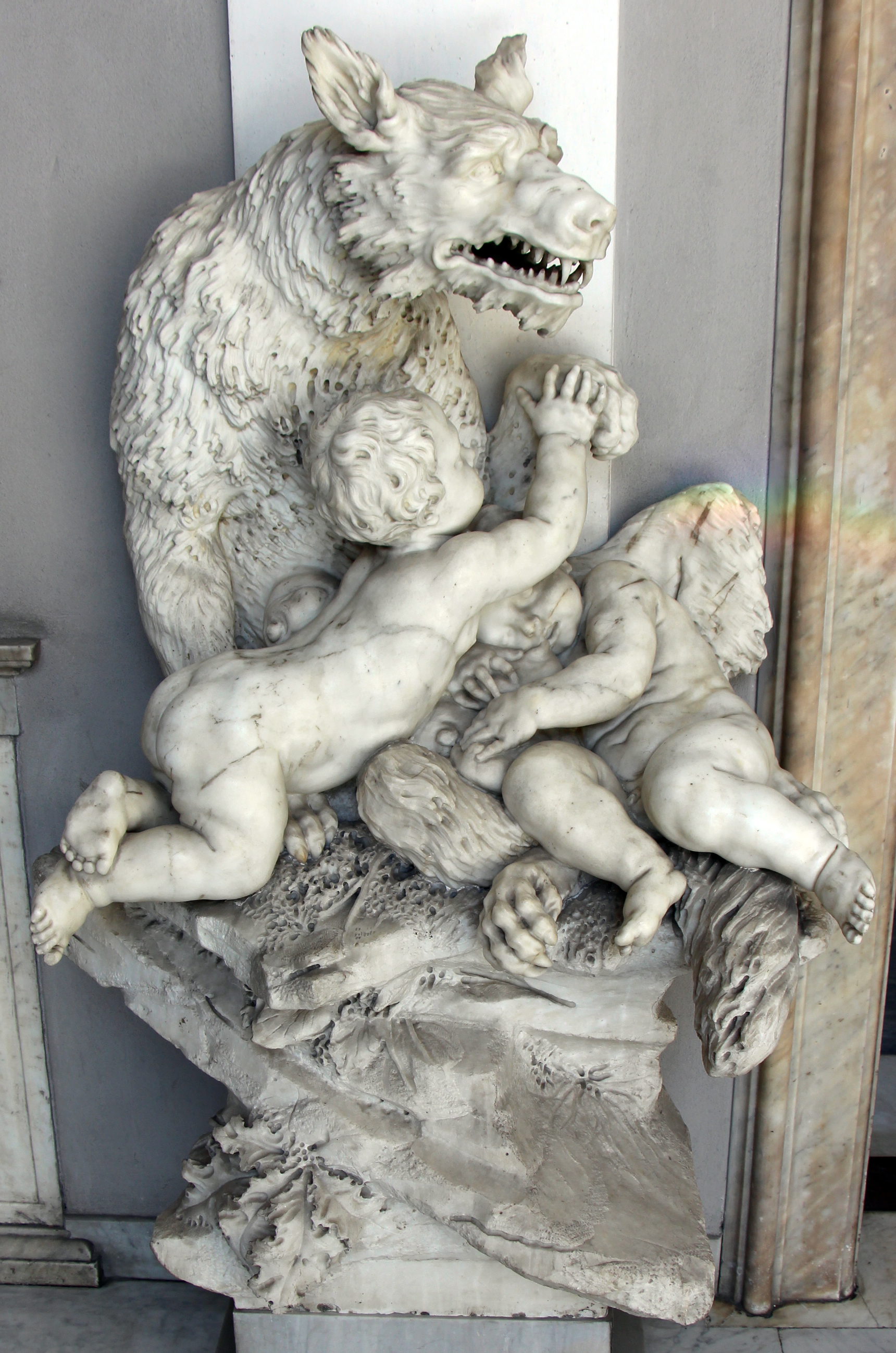
La lupa con Romolo e Remo, opera di Domenico Parodi e Francesco Biggi, Palazzo Rosso, Genova.

Francesco Biggi (Genova, 1676 – 1736) è stato uno scultore italiano.

## Biografia
Biggi fu uno scultore attivo a cavallo tra il XVII e XVIII secolo a Genova. Dopo aver studiato a Roma, tornò in patria dove divenne allievo di Filippo Parodi e successivamente del di lui figlio Domenico, di cui fu anche stretto collaboratore. Sue opere, realizzate anche in collaborazione con il suo maestro, sono conservate a Genova presso l'Albergo dei Poveri, la Chiesa del Gesù e dei Santi Ambrogio e Andrea e Palazzo Rosso.